# Exeter (Californie)
Pour les articles homonymes, voir Exeter (homonymie).
Exeter est une municipalité américaine du comté de Tulare, en Californie. Sa population était de 10 334 habitants au recensement de 2010.

## Démographie
| 1920  | 1930  | 1940  | 1950  | 1960  | 1970  |
| ----- | ----- | ----- | ----- | ----- | ----- |
| 1 852 | 2 685 | 3 883 | 4 078 | 4 264 | 4 475 |

| 1980  | 1990  | 2000  | 2010   | - | - |
| ----- | ----- | ----- | ------ | - | - |
| 5 606 | 7 276 | 9 168 | 10 334 | - | - |

## Source
- (en) Cet article est partiellement ou en totalité issu de l’article de Wikipédia en anglais intitulé « Exeter, California » (voir la liste des auteurs).